# TOPS-10
TOPS-10是迪吉多電腦公司為其PDP-10迷你電腦所撰寫的作業系統，首次發表為1964年，軟硬體結合後的成果系統也稱為「DECsystem-10」。
TOPS-10支援可共享的記憶體，並且被用來開發第一套多人同時共樂的電腦遊戲程式（MUD），這一套遊戲叫DECWAR，是一種文字導向、星際奇航記（Star Trek）型態的遊戲，玩家在終端機前輸入文字命令並即時的相互戰鬥。
另一個具開創性的應用程式叫FORUM，這可能是第一個「CB 推演程式」，可以讓使用者透過電腦與另一個使用者對話，如同聊天室（chat room）一樣，這個應用程式展現了多方使用者通訊的潛在可能性，之後此電腦系統也讓CompuServe公司開發出聊天應用程式。
TOPS-10有一套非常強韌的應用程式介面（API），這套程式介面使用一種叫做UUO（Unimplemented User 
Operation）的機制。UUO成為一種作業系統的呼叫方式，同時UUO看起來像一堆機器指令。這套API被叫做Monitor Call（監督器呼叫），這種概念與作法其實已遠遠領先當年絕大多數的其他作業系統。也因為有了極具彈性的作業系統API，因此在DECsystem-10上進行系統開發撰寫就變的相當容易與快速有效。
TOPS-10有一個有趣的排程器以及許多個可執行的佇列，不像OpenVMS只有2個可執行的佇列，並且想在佇列中插入程序還必須倚賴程序優先權。TOPS-10也具有使用者檔案及裝置獨立性。再者，在TOPS-10上所發展出來的程式碼概念之後也用在RSX-11上，更之後也用到OpenVMS上，這些相同的作業系統設計想法也可在今日的作業系統中看見，如Windows NT。
附帶一提的是，TOPS-10裡頭也有一、二個暗藏的軟體訊息，例如輸入如下的文字命令：
MAKE LOVE
就會得到系統發出如下的回應：
Not War?
意思就是您輸入「只要做愛」，系統就會自動回應「不要戰爭」，這是一句很盛行的反戰口號。直到今天，在OpenVMS中所附的Teco編輯器中，即便是現有的版本都仍然會有如上的命令回應。
最後，就當年而言TOPS-10是當時一套相當快速且彈性的作業系統。